# Turup Kirke
Turup Kirke er en kirke i den vestlige udkant af landsbyen Turup ca. 6 km NØ for Assens (Region Syddanmark). Opført omkring år 1100 som en klassisk dansk landsbykirke, hvidkalket, med rødt teglstenstag og gotiske buer.
Kirkens altertavle er udført af kunstneren Maja Lise Engelhardt. Hertil er farverne på kirkens bænke også udført i overensstemmelse med kunstneren og dennes altertavle.